# Clathria delaubenfelsi
Clathria delaubenfelsi är en svampdjursart som först beskrevs av Claude Lévi 1963.  Clathria delaubenfelsi ingår i släktet Clathria och familjen Microcionidae. Inga underarter finns listade i Catalogue of Life.